# Mark of the Vampire
Mark of the Vampire er en amerikansk film fra 1935. Den er skrevet af Bernard Schubert og Guy Endore og instrueret af Tod Browning og tydeligt inspireret af Brownings fire år ældre Dracula-filmatisering med Bela Lugosi i titelrollen.